# Moser und Schürch

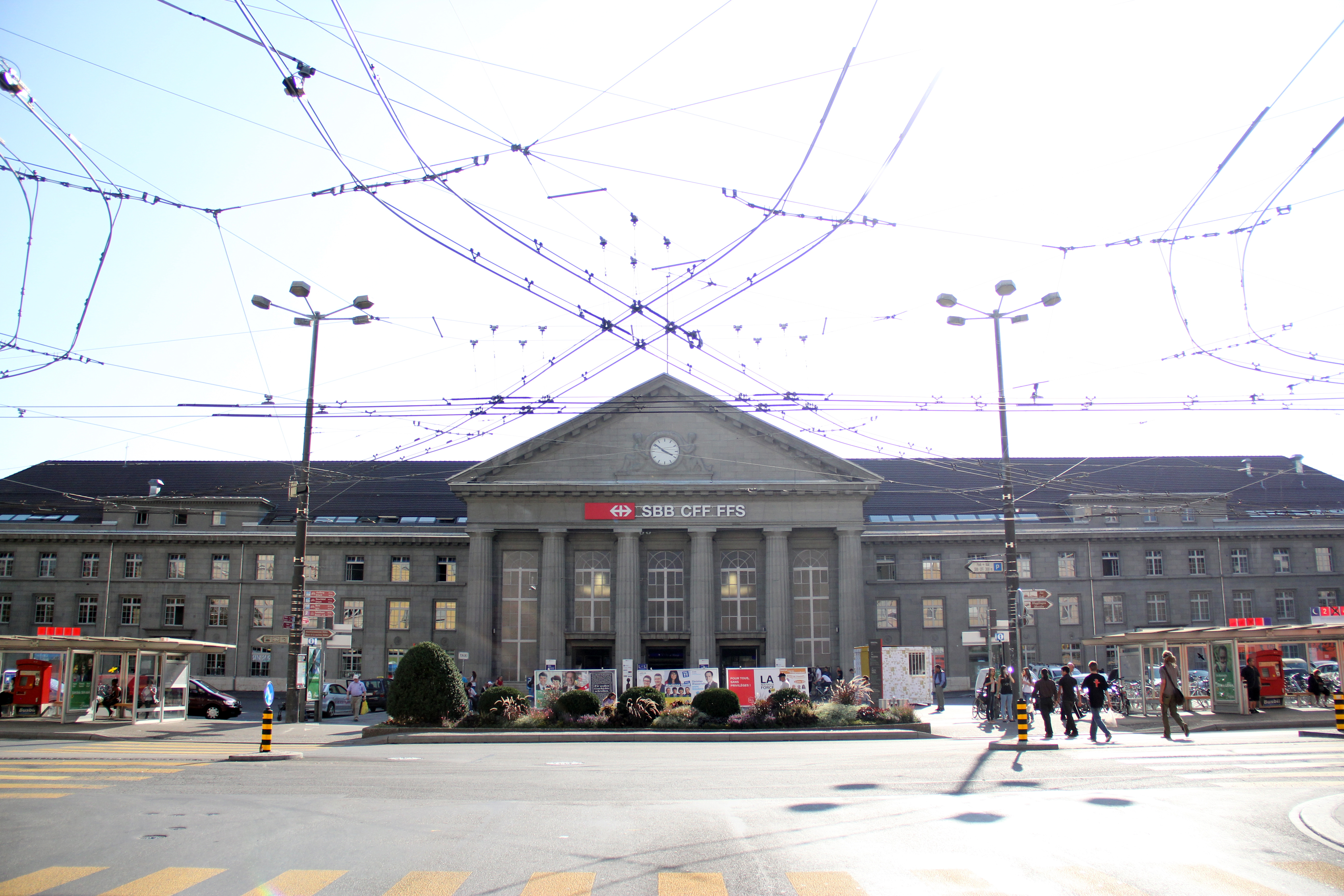
Bahnhof Biel/Bienne, 1919–1923

Moser und Schürch war ein Architekturbüro in Biel/Bienne, das von 1910 bis etwa 1929 bestand. Büropartner waren die Architekten Friedrich Moser (1877–1964) und Wilhelm Schürch (1882–1955), die beide vorher bereits gemeinsam Wettbewerbe absolviert hatten. Das Büro, dessen Werke in Biel, im Kanton Bern und teilweise darüber hinaus zu finden sind, vollzog im Laufe seines Bestehens den Wandel vom Heimatstil hin zu einer gemässigten Moderne. Nach der Trennung führten beide Partner eigene Büros weiter.
Das Büro, das Moser, damals beim Stadtbauamt Biel angestellt, bereits um 1908 gegründet hatte, begann mit Spitalbauten: Die Erweiterung des Seeländischen Krankenasyls Gottesgnad in Mett von 1911 und später des Altersasyls desselben Trägers in Langnau sowie des Kindersanatoriums Maison Blanche in Leubringen.
Ebenfalls vor dem Ersten Weltkrieg entstand die Wohnkolonie der Eisenbahner-Baugenossenschaft in Nidau, eine Kleinsiedlung aus Ein- und Zweifamilienreihenhäusern. An der Schweizerischen Landesausstellung 1914 entwarfen sie die Pavillons der Milchwirtschaft.
Neben öffentlichen Bauten traten bald Fabriken und Bauten für die Industrie, etwa die Maschinenfabrik Güdel in Biel und der Fabrikanlagen Landis & Gyr in Zug (1911–18). Für die Vereinigten Drahtwerke bauten sie während des Ersten Weltkriegs Erweiterungsbauten und das Wohlfahrtshaus. In dieser Zeit wurde der junge Mitarbeiter Walter von Gunten zum Partner, der dann 1922 sein eigenes Büro gründete.
1916 ging aus einem Wettbewerb der Entwurf für ihr wohl bedeutendstes Werk hervor: Den Bahnhof Biel/Bienne. Bei der Konkurrenz, für die 45 Arbeiten eingegangen waren, wurden beide Vorschläge des Büros (Motti: Au pied du Jura sowie Biel/Bienne! Alles aussteigen!) erstrangiert. Der Wettbewerb war zur Erlangung einer einheitlichen Platzgestaltung ausgeschrieben worden, als reiner «Fassadenwettbewerb» also, bei dem Bahnhofsgebäude, Post und Eilgutgebäude einbezogen worden waren. Beide Entwürfe vertreten einen neoklassizistischen Ansatz, es wurde die Lösung mit einem grossen, von dorischen Säulen getragenen Portikus bevorzugt.
Daneben arbeitete das Büro vor allem Ende der 1910er Jahre eine Vielzahl von Bebauungsplanungen aus, oft im Rahmen von Ideenwettbewerben.

## Werk (Auswahl)
- Gottesgnad, Seeländisches Krankenasyl, Mett, 1910/11
- Maschinenfabrik Güdel, Bern, 1911
- Uhrenfabrik Trösch, Biel 1913[9]
- Wohnkolonie der Eisenbahner-Baugenossenschaft, Nidau, 1911–1914
- Pavillons der Milchwirtschaft, Schweizerische Landesausstellung, Bern, 1914
- Fabrikanlage Landis & Gyr, Zug, 1911–1918
- Maison Blanche, Kantonalbernisches Kinderspital, Leubringen, 1913
- Gottesgnad, Altersasyl, Langnau, 1913/14
- Vereinigte Drahtwerke, Erweiterungsbauten, Biel, 1913–1916
- Bebauungsplan Bözingen/Boujean, 1916.
- Bebauungsplan Grenchen, 1917.
- Vereinigte Drahtwerke, Wohlfahrtsgebäude, Biel, 1917/18
- Wettbewerb Gross-Zürich, 1918.
- Bebauungsplan Moutier, 1918.
- Seeufergestaltung Luzern, Ideenwettbewerb, 1918.
- Bebauungsplan Kriens, 1919.
- Bahnhof Biel/Bienne, 1919–1923
- Haus Hirt-Suter Biel, 1919/20
- Uhrenfabrik Gruen-Watch Biel, 1922/23
- Wohnhäuser Dufourstr. Biel, 1924–26